# 王岭乡
王岭乡是中国陕西省商洛市洛南县下辖的一个乡。

## 行政区划
王岭乡下辖以下行政区：
前河村、东岭村、小街村、马沟村、四岔村、麻万村、叶河村、木厂村、南岭村、毛沟村